# Nevestino
Nevestino (in bulgaro Невестино?) è un comune bulgaro situato nel distretto di Kjustendil di 3 194 abitanti (dati 2009). La sede comunale è nella località omonima.

## Località
Il comune è formato dall'insieme delle seguenti località:
- Cărvaritsa
- Čekanec
- Četirci
- Dlăhčevo-Sabljar
- Dolna Koznica
- Drumohar
- Eremija
- Ilija
- Kadrovica
- Liljač
- Mărvodol
- Nedelkova Graštica
- Nevestino (sede comunale)
- Pastuh
- Pelatikovo
- Rakovo
- Raška Graštica
- Smoličano
- Stradalovo
- Tišanovo
- Vaksevo
- Vetren
- Zgurovo